# Louisenlund

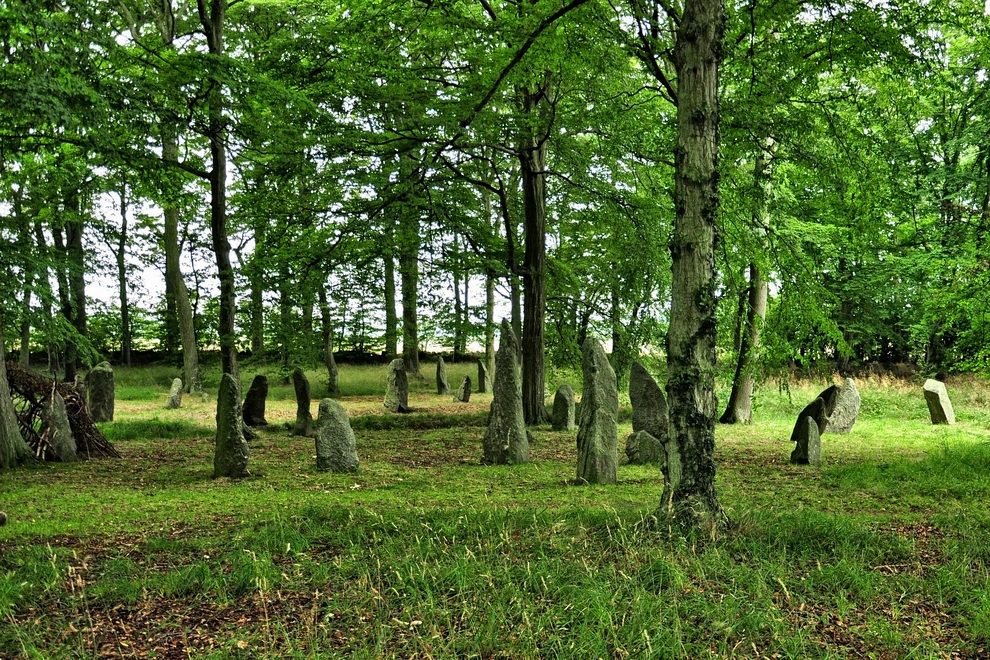
Louisenlund (Bornholm)

In Louisenlund bij Østermarie op het Deense eiland Bornholm bevindt zich de grootste concentratie bautastenen in Denemarken. Hier staan ongeveer 70 lange, rechtopstaande stenen, zonder afbeeldingen of inscripties. De stenen staan alleen of in groepen en zijn over het algemeen onbewerkt. Ze zijn in de vroegere bronstijd en de latere ijzertijd (1100 v.Chr.) neergezet en maakten oorspronkelijk deel uit van een grotere verzameling. Veel van de overgebleven stenen in Louisenlund zijn tot wel 2,5 m hoog.
De Deense koning Frederik VII kocht het gebied in 1850 en noemde het naar zijn derde vrouw, Louise Rasmussen, de latere gravin Danner.
Omdat er geen onderzoek is verricht in Louisenlund, is het niet bekend waarom de stenen hier zijn geplaatst.